# Можаев, Николай Васильевич (скульптор)
Николай Васильевич Можаев (1928—2018) — советский, украинский и российский скульптор-монументалист.
Заслуженный художник Украинской ССР (1983), лауреат Шолоховской премии (1996).

## Биография
Родился 22 мая 1928 года на хуторе Можаевка, ныне Тарасовского района Ростовской области, в крестьянской семье.
С 1937 по 1945 год учился в Можаевской начальной школе, затем в Роговской средней школе хутора Роги этого же района. В годы Великой Отечественной войны Николай работал в колхозе прицепщиком на тракторе, конюхом и пожарником в лесхозе.
Окончив в 1945 году восемь классов, поступил в Ворошиловградское государственное художественное училище на скульптурное отделение. Учился у заслуженного деятеля искусств УССР В. И. Мухина и народного художника УССР В. И. Агибалова. В 1946—1947 годах, ещё будучи студентом, принимал участие в монументально-скульптурном оформлении Ворошиловоградского русского драматического театра (автор скульптуры «Слава»).
В 1950 году, окончив училище, Николай Можаев поступил в Харьковский художественный институт. Но по материальным причинам институт не окончил и начал работать в Луганских художественных мастерских скульптором. В 1952 году впервые принял участие на выставке «Художники Донбасса». В 1954—1956 годах выполнил свои первые монументальные работы: памятник герою Гражданской войны А. Я. Пархоменко в Ворошиловграде, памятник «Родина-Мать» на могиле молодогвардейцев в Краснодоне.
Николай Васильевич принимал участие в областных, республиканских, всесоюзных, всемирных и международных художественных выставках. В 1958 году стал кандидатом в члены Союза художников СССР, с 1960 года — член Союза художников СССР и Украинской ССР.
В 1983 году за участие в создании мемориала «Непокорённые» в городе Краснодоне ему было присвоено звание заслуженного художника Украинской ССР. За многие созданные монументальные и станковые произведения скульптуры награждён медалями, дипломами, почетными грамотами, благодарностями. За создание монумента «Слово о полку Игореве» был награждён православным орденом преподобного Нестора Летописца. За значительный вклад в развитие культуры Ростовской области в 2013 году награждён Благодарностью губернатора В. Ю. Голубева, а в 2016 году — медалью ордена «За заслуги перед Ростовской областью».
После распада СССР жил в Луганской области Украины. 
Бюст В. И. Даля работы Николая Можаева, открытый 13 марта 2004 года по адресу: Республика Крым, г. Евпатория, перекрёсток ул. Кирова / ул. Шевченко, приказом Министерства культуры Республики Крым от 18.12.2023 внесён в Единый реестр объектов культурного наследия республиканского значения.
В 2015—2016 годах принимал участие вместе с художниками из ЛНР в выставках в Санкт-Петербурге, Москве, Грозном.
В последние годы жил и работал в родном хуторе Можаевке в России, где и умер 25 марта 2018 года. Был похоронен на хуторском кладбище рядом со своими родителями.

## Награды
- Заслуженный художник Украинской ССР (1983)
- Медаль ордена «За заслуги перед Ростовской областью» (23 августа 2013 года)[4]